# Pepi I
Pepi I foi o terceiro faraó da VI dinastia, que governou por mais de 40 anos na virada dos séculos XXIV e XXIII a.C., no final do Reino Antigo. Era filho de Teti, o fundador da dinastia, e ascendeu ao trono somente após o breve reinado do sombrio Usercaré. Sua mãe era Ipute, que pode ter sido filha de Unas, o governante final da V dinastia. Pepi I, que teve pelo menos seis consortes, foi sucedido por seu filho Merenré I, com quem pode ter compartilhado o poder numa corregência no final de seu reinado. Pepi II, que também poderia ter sido filho de Pepi I, sucedeu Merenré.
Várias dificuldades acumularam-se durante o reinado de Pepi, começando com o possível assassinato de seu pai e o reinado de Usercaré que se seguiu. Mais tarde, provavelmente após seu vigésimo ano de reinado, Pepi enfrentou uma conspiração arquitetada por uma de suas consortes, que pode ter tentado fazer com que seu filho fosse designado herdeiro do trono, e possivelmente outra conspiração envolvendo seu vizir no final de seu reinado. Confrontado com o prolongado declínio do poder faraónico e o surgimento de dinastias de autoridades locais, Pepi reagiu com um vasto programa arquitetônico envolvendo a construção de templos dedicados aos deuses locais e numerosas capelas para o seu próprio culto em todo o Egito, reforçando a sua presença nas províncias. A prosperidade do Egito permitiu que Pepi se tornasse o construtor mais prolífico do Reino Antigo. Ao mesmo tempo, favoreceu a ascensão de pequenos centros provinciais e recrutou funcionários de origem não nobre para reduzir a influência de famílias locais poderosas. Dando continuidade à política de Teti, Pepi expandiu uma rede de armazéns acessíveis aos emissários reais e de onde poderiam ser facilmente recolhidos impostos e mão-de-obra. Finalmente, reforçou seu poder após a conspiração do harém, formando alianças com Cui, o nomarca provincial de Abidos, casando-se com duas de suas filhas, Anquesempepi I e Anquesempepi II, e tornando a esposa de Cui, Nebete, e seu filho Jau, vizires. A política externa do Estado egípcio sob Pepi incluiu campanhas militares contra a Núbia, o Sinai e o sul do Levante, desembarcando tropas na costa levantina utilizando barcos de transporte egípcios. O comércio com Biblos, Ebla e os oásis do Deserto Ocidental floresceu, enquanto Pepi lançou expedições de mineração e pedreiras ao Sinai e a outros lugares.
Pepi mandou construir um complexo de pirâmides para seu culto funerário em Sacará, próximo ao qual construiu pelo menos mais seis pirâmides para suas consortes. A Pirâmide de Pepi I, que originalmente tinha 52,5 metros (172 pés) de altura, e um templo alto que a acompanha, seguiu o padrão herdado do final da V dinastia. O corpus mais extenso de Textos das Pirâmides do Reino Antigo cobre as paredes da câmara funerária de Pepi I, a antecâmara e grande parte do corredor que leva a ela. Pela primeira vez, esses textos também aparecem em algumas pirâmides das consortes. As escavações revelaram um feixe de vísceras e um fragmento de múmia, ambos supostamente pertencentes ao faraó. O complexo de Pepi, chamado Pepi Menefer, permaneceu o foco de seu culto funerário até o Reino Médio e, finalmente, deu nome à capital vizinha do Egito, Mênfis. O culto de Pepi parou no início do Segundo Período Intermediário. Os monumentos de Pepi começaram a ser extraídos de suas pedras no Reino Novo e, na Era Mameluca, foram quase totalmente desmantelados.

## Família

### Pais
Pepi era filho do faraó Teti e Ipute. Sua ascendência é diretamente atestada por um relevo num decreto descoberto em Copto que menciona Ipute como a mãe de Pepi, por inscrições em seu templo mortuário mencionando seus títulos como mãe de um rei e como mãe de Pepi,[b] pela arquitetura de seu túmulo que foi alterado de uma forma original de mastaba para uma pirâmide na ascensão de seu filho ao trono e por sua menção como sendo a mãe de Pepi nos anais reais da VI dinastia. Ipute pode ter sido filha de Unas, o último faraó da V dinastia, embora isso permaneça incerto e debatido. Parece ter morrido antes da ascensão de Pepi ao trono. A observação de que Teti era provavelmente o pai de Pepi segue da localização do túmulo de Ipute, próximo à pirâmide de Teti como era habitual para uma rainha consorte.

### Consortes
Os egiptólogos identificaram seis consortes de Pepi I com quase certeza.
As consortes mais atestadas de Pepi foram Anquesempepi I e Anquesempepi II,[c] que ambas geraram futuros faraós e eram filhas do nomarca de Abidos Cui e sua esposa Nebete. Outros consortes são Nubuenete, Ineneque-Inti, que se tornou um dos vizires, e Meaa (também chamado Haaheru). Todas foram enterradas em pirâmides adjacentes à de Pepi. Fragmentos de relevo da necrópole ao redor da pirâmide de Pepi mencionam outro consorte, Sebuetete.
Mais duas consortes foram propostas para Pepi I com base em evidências parciais. A primeira é Nejefetete, cujo nome está registrado em blocos escavados no necrópole adjacente à pirâmide de Pepi. A identificação de Nejefetete como consorte de Pepi permanece incerta devido à falta de inscrições nomeando explicitamente seu marido. Dada a localização dos blocos de Nejefetete na necrópole, pode ser a proprietária de uma pirâmide a oeste de Pepi. A segunda é outra consorte, chamado Beenu, que foi enterrada na segunda maior pirâmide da necrópole de Pepi, ao norte da dele. Ela poderia ser uma de suas consortes ou uma consorte de Pepi II.
Uma última consorte sem nome, referida apenas por seu título "Uerrete-Iantes" que significa "grande afeto", é conhecida por inscrições descobertas no túmulo de Ueni, um oficial servindo Pepi. Esta consorte, cujo nome não é propositalmente mencionado por Ueni, conspirou contra Pepi e foi processada quando a conspiração foi descoberta.

### Filhos
Pepi teve pelo menos quatro filhos. Anquesempepi I provavelmente lhe deu à luz o futuro faraó Merenré I.[d] Anquesempepi II era a mãe de Pepi II, que provavelmente nasceu no final do reinado de Pepi I, já que tinha apenas seis anos ao ascender ao trono após o governo de Merenré. Embora a maioria dos egiptólogos favoreça esta hipótese, uma alternativa sustenta que Pepi II poderia ser filho de Merenré.
Outro filho de Pepi I foi Tetianque, que significa "Teti vive", cuja mãe ainda não foi identificada. Tetianque é conhecido apenas por uma inscrição a tinta com seu nome descoberto na pirâmide de Pepi. Enterrado nas proximidades está o príncipe Hornetierquete, filha de Pepi com Meaa.
Pelo menos três das filhas de Pepi I foram provisoriamente identificadas, todas futuras consortes de Pepi II. A primeira, Meritites IV,[e] era a filha mais velha do rei e foi enterrada na necrópole ao redor da pirâmide de seu pai. A segunda é Neite,[f] com quem gerou Anquesempepi I. Ela pode ter sido a mãe do sucessor de Pepi II, Merenré II. A terceira é Ipute II, cuja identidade como filha de Pepi permanece incerta porque seu título de "filha do rei" pode ser honorário.

## Cronologia

### Cronologia relativa

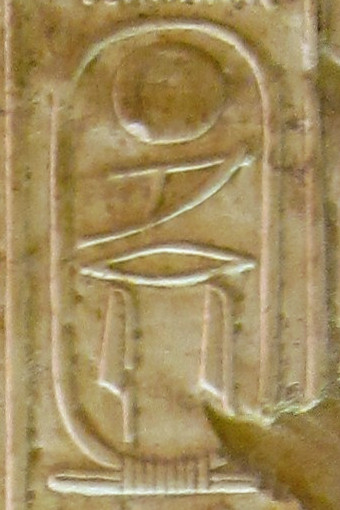
Cartucho de Pepi I lendo "Meriré" na Lista real de Abidos

A cronologia relativa do reinado de Pepi I é bem estabelecida por registros históricos, artefatos contemporâneos e evidências arqueológicas, que concordam que sucedeu Usercaré e foi sucedido por Merenré I. Por exemplo, a quase contemporânea Pedra de Sacará do Sul, um anal real inscrito durante o reinado de Pepi II, dá a sucessão "Teti → Usercaré → Pepi I → Merenré I", fazendo Pepi, o terceiro rei da VI dinastia. Mais duas fontes históricas concordam com esta cronologia: a lista real de Abidos, escrita sob Seti I, que coloca o cartucho de Pepi I como a 36.ª entrada entre as de Usercaré e Merenré, e a Cânone de Turim, uma lista de reis em papiro datada do reinado de Ramessés II que registra Pepi I na quarta coluna, terceira linha.
Fontes históricas contra esta ordem de sucessão incluem a Egiptíaca (Αἰγυπτιακά), uma história do Egito escrita no século III a.C. durante o reinado de Ptolomeu II (r. 283–246 a.C.) por Manetão. Nenhuma cópia do Egiptíaca sobreviveu, e agora é conhecido apenas através de escritos posteriores de Sexto Júlio Africano e Eusébio de Cesareia. Segundo o estudioso bizantino Jorge Sincelo, Africano escreveu que o Egiptíaca mencionou a sucessão "Otoes → Fios → Metusufis" no início da VI dinastia. Otoes, Fios (em grego clássico: φιός) e Metusufis são entendidos como as formas Helenizada de Teti, Pepi I e Merenré, respectivamente,[g] o que significa que a Egiptíaca omite Usercaré. A reconstrução de Manetão do início da VI dinastia concorda com a lista real de Carnaque escrita sob Tutemés III. Esta lista coloca o nome de nascimento de Pepi imediatamente após o de Teti na sétima entrada da segunda linha. Ao contrário de outras fontes, como o Cânone de Turim, o propósito da lista real de Carnaque não deveria ser exaustiva, mas sim listar uma seleção de ancestrais reais a serem homenageados. Da mesma forma, a Tabuleta de Sacará, escrita sob Ramessés II, omite Usercaré, com o nome de Pepi dado como a 25.ª entrada depois de Teti.

### Duração do reinado

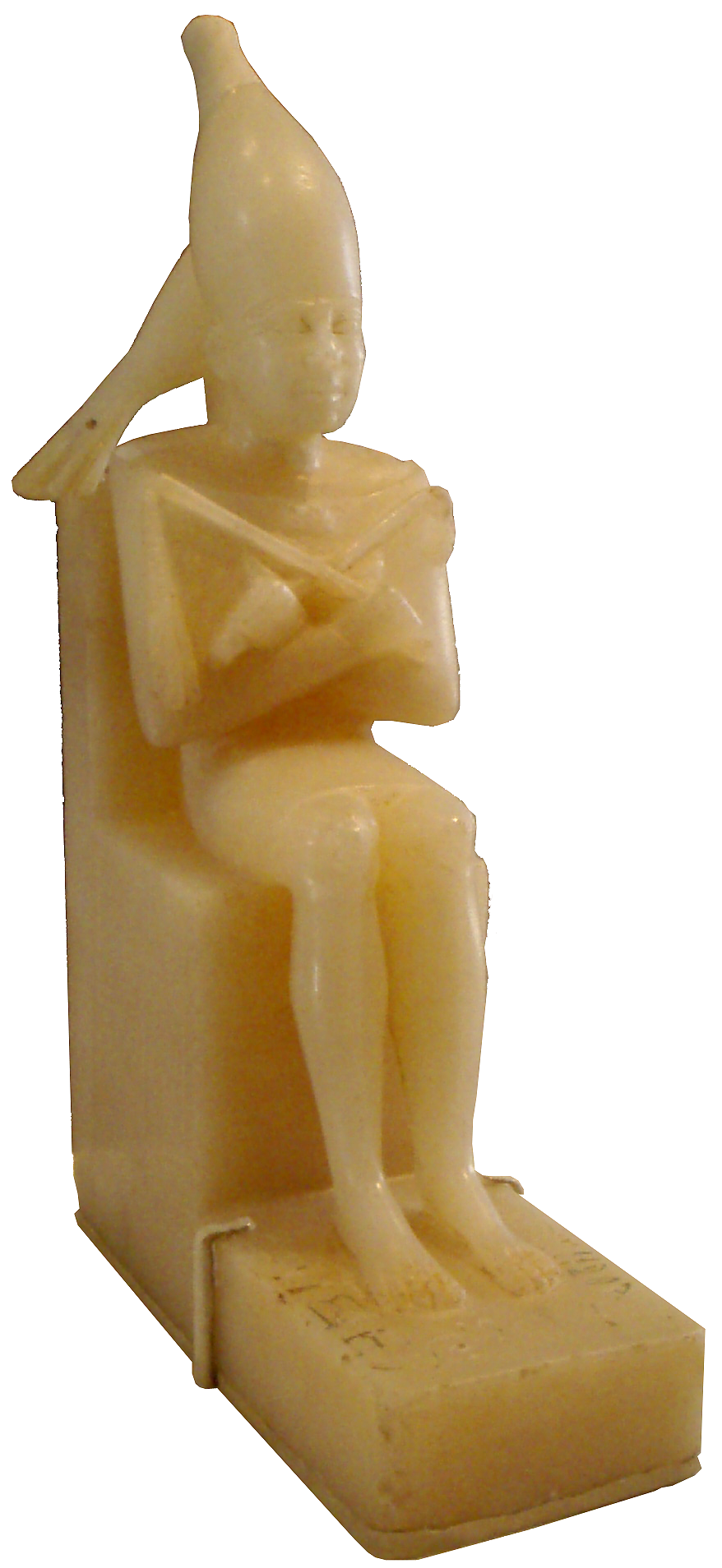
Estatueta de alabastro de Pepi I vestida para o Festival Sede, Museu do Brooklyn

A duração do reinado de Pepi I permanece um tanto incerta embora a partir de 2021 o consenso seja que governou o Egito por mais de 40 anos, possivelmente 49 ou 50 anos e possivelmente por mais tempo.
Durante o período do Reino Antigo, os egípcios contavam os anos desde o início do reinado do atual rei. Esses anos foram referidos pelo número de contagens de gado que ocorreram desde o início do reinado. A contagem de gado foi uma importante evento que visa avaliar o valor dos impostos a serem cobrados da população. Isso envolvia a contagem de gado, bois e pequenos animais. Durante o início da VI dinastia, esta contagem era provavelmente bienal,[h] ocorrendo a cada dois anos.
A Pedra de Sacará do Sul e uma inscrição em Hatnube registram a 25.ª contagem de gado sob Pepi I, sua data mais tardia conhecida. Aceitando uma contagem bienal, isso indica que Pepi reinou por 49 anos. O fato de um 50.º ano de reinado também poder ter sido registrado nos anais reais não pode ser descartado, no entanto, por causa do estado danificado da Pedra de Sacará do Sul. Outra fonte histórica que apoia um reinado tão longo é o epítome de Africano da Egiptíaca de Manetão, que credita a Pepi I um reinado de 53 anos.[i]
Evidências arqueológicas em favor de um longo reinado para Pepi I incluem seus numerosos projetos de construção e muitos objetos sobreviventes feitos em comemoração ao seu primeiro festival Sede, que pretendia rejuvenescer o rei e foi celebrado pela primeira vez no 30.º ano de governo de um rei. Por exemplo, foram descobertos numerosos recipientes de unguento de alabastro que celebram o primeiro festival Sede de Pepi. Eles trazem uma inscrição padrão que diz: "O rei do Alto e Baixo Egito Meriré, que tenha vida para sempre. A primeira ocasião do festival Sede." agora pode ser encontrado em museus de todo o mundo:

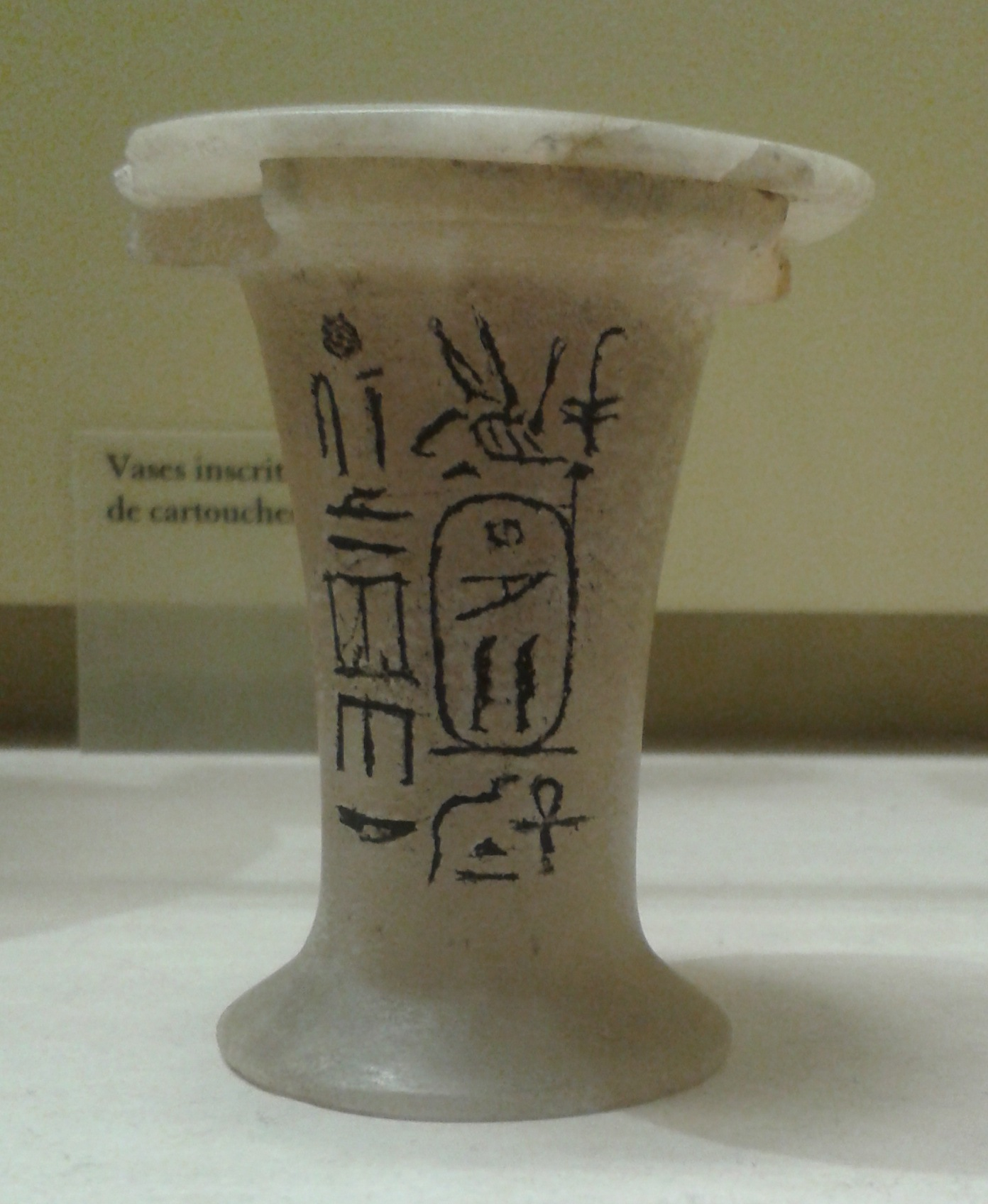
Museu do Louvre
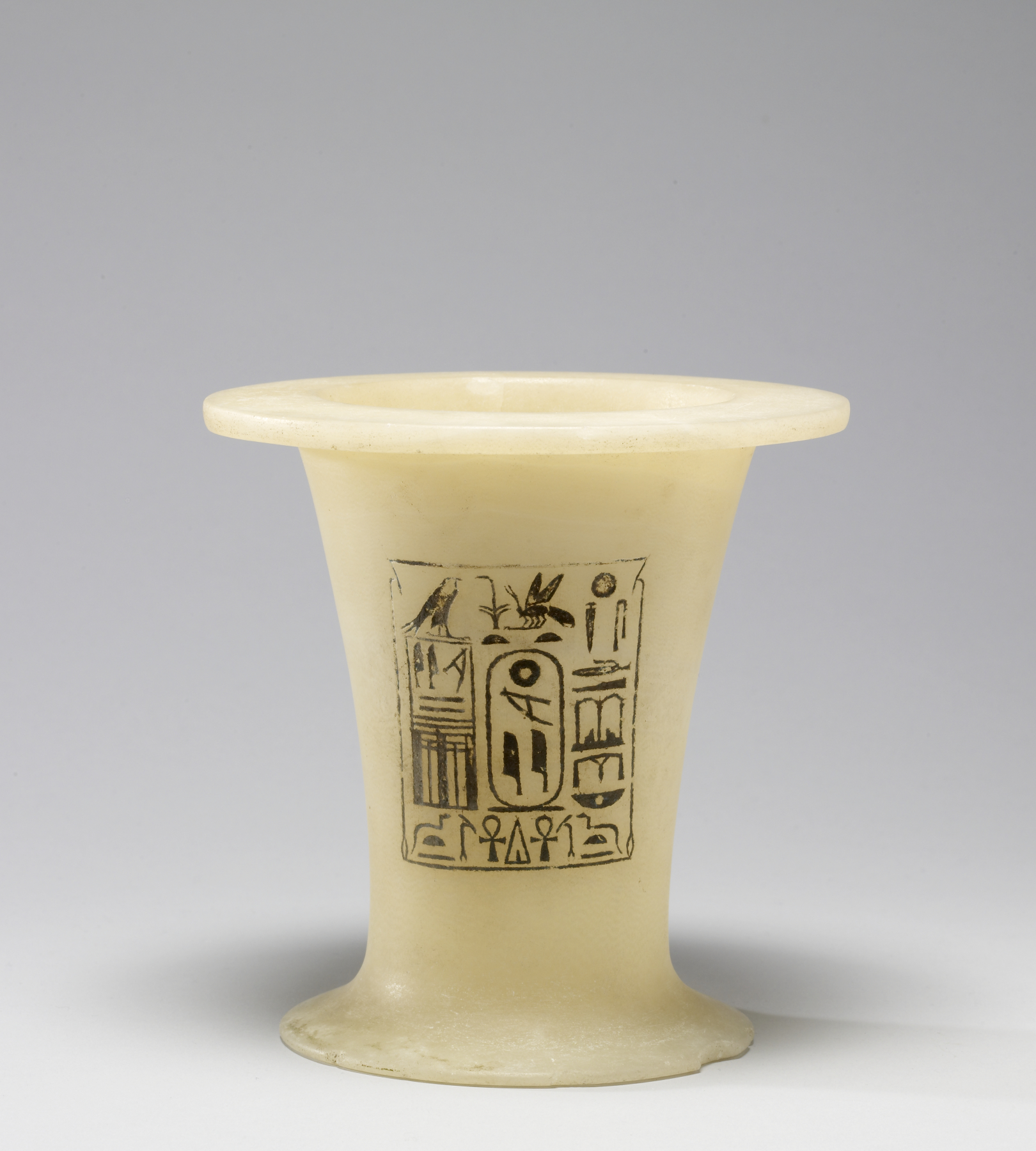
Museu de Arte Walters
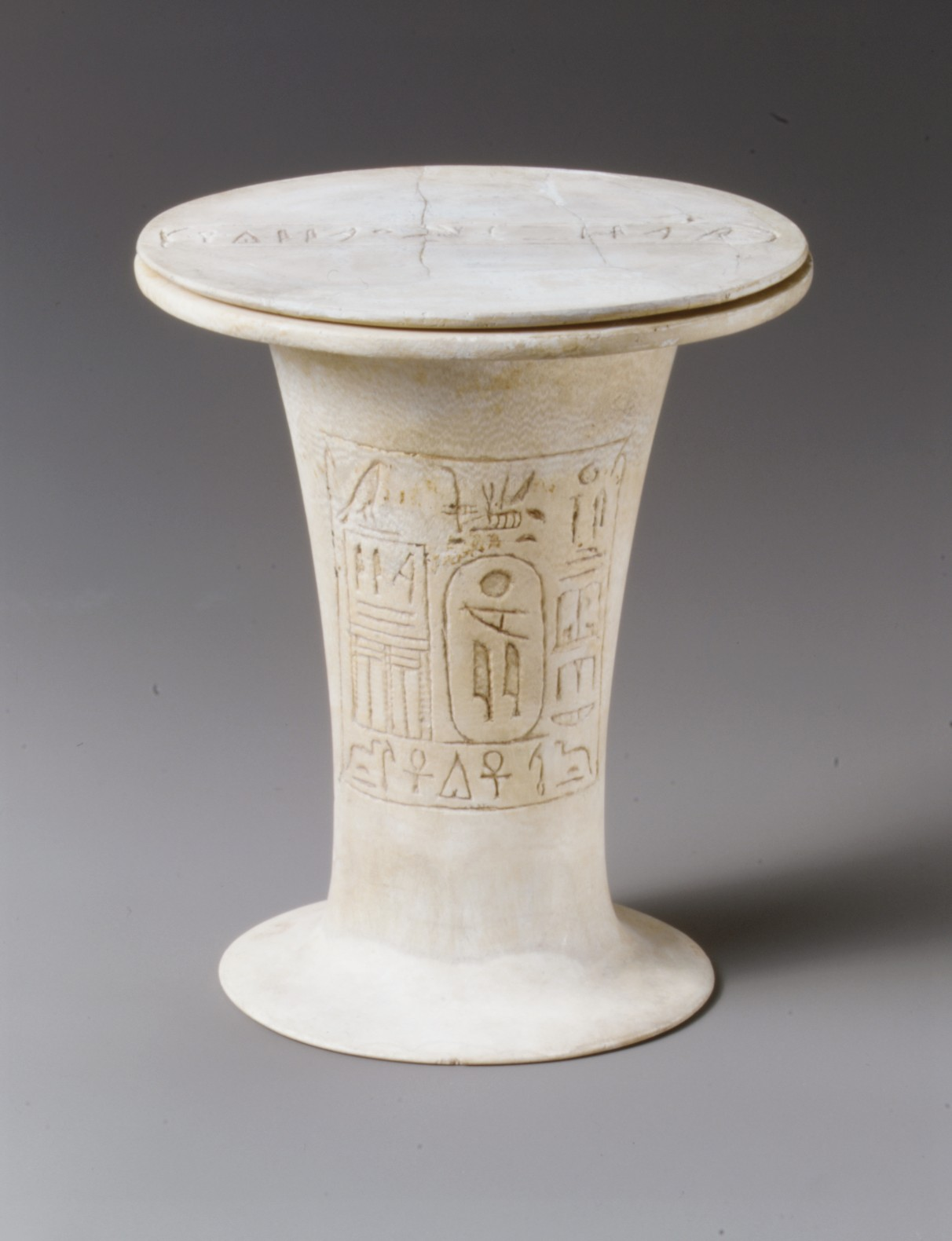
Museu Metropolitano de Arte
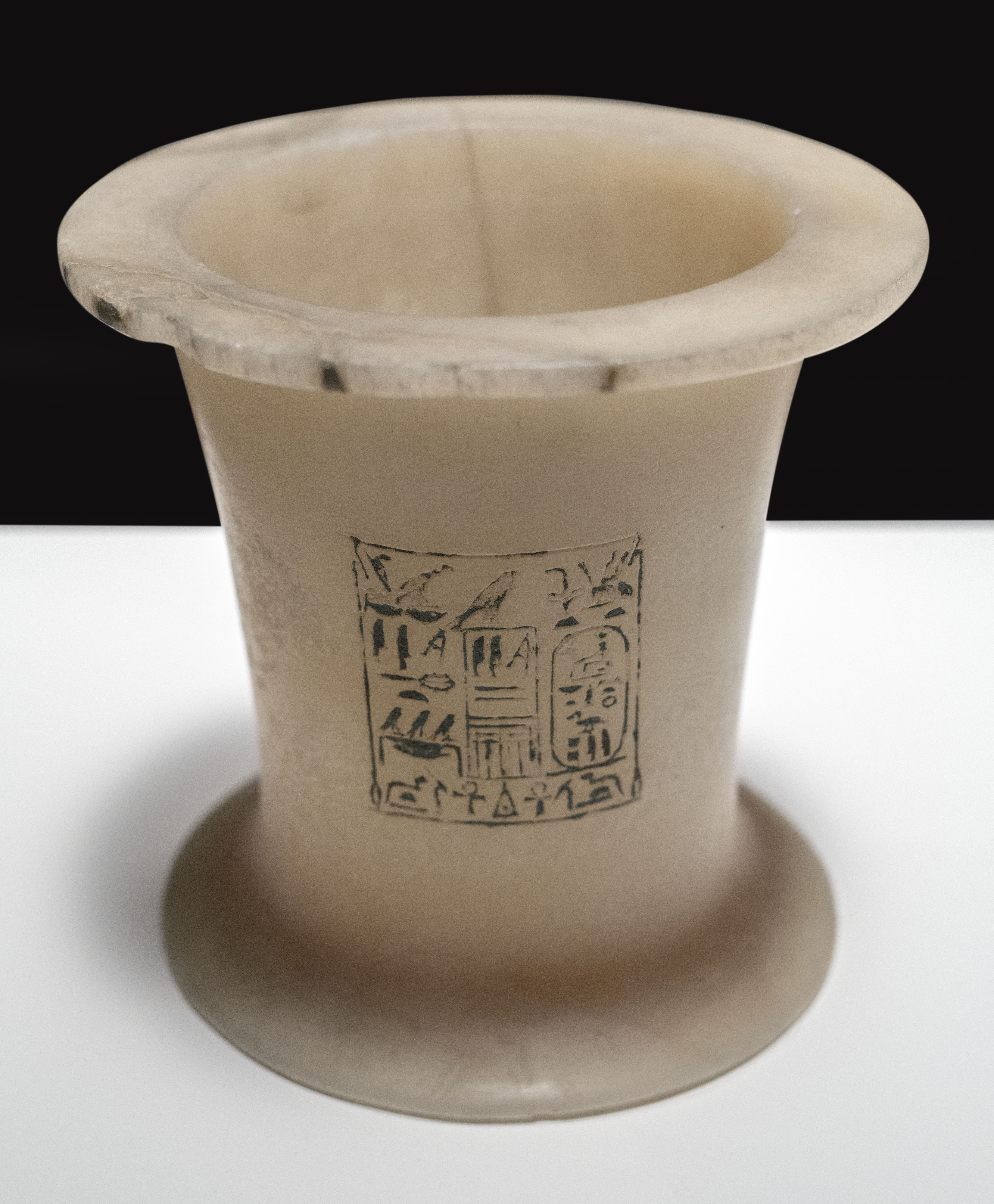
Museu Britânico

O festival Sede teve uma importância considerável aos reis do Reino Antigo. Representações dele faziam parte da decoração típica dos templos associados ao governante durante o Reino Antigo, quer o rei o tenha realmente celebrado ou não. Como mais uma prova da importância deste evento no caso de Pepi, a administração estatal parece ter tido uma tendência a mencionar o seu primeiro jubileu repetidamente nos anos seguintes à sua celebração até o final de seu governo em conexão com atividades de construção. Por exemplo, a 25.ª contagem final de gado de Pepi relatada nos anais reais da VI dinastia está associada ao seu primeiro festival Sede, embora provavelmente tenha ocorrido cerca de 19 anos antes.